# Johanna Rasmussen
Johanna Rasmussen és una davantera de futbol amb 144 internacionalitats i 38 gols per Dinamarca. Ha estat semifinalista de l'Eurocopa amb la selecció i subcampiona de la Lliga de Campions amb el Fortuna Hjørring i el Umeå IK.

## Trajectòria
| Temporades       | Club                          | Títols  | Selecció (fases finals)      |
| ---------------- | ----------------------------- | ------- | ---------------------------- |
|                  | B1921 Nykøbing                |         |                              |
| 02/03 - 07/08    | Fortuna Hjørring              | 2 Copes | EC 2005 (1ªF), CM 2007 (1ªF) |
| 2008 - 2009      | Umeå IK                       | 1 Lliga | EC 2009 (1ªF)                |
| 2010             | Atlanta Beat                  |         |                              |
| 2011 2011 - act. | magicJack · Kristianstads DFF |         | EC 2013 (SF) 0               |